# Canadian National Railway

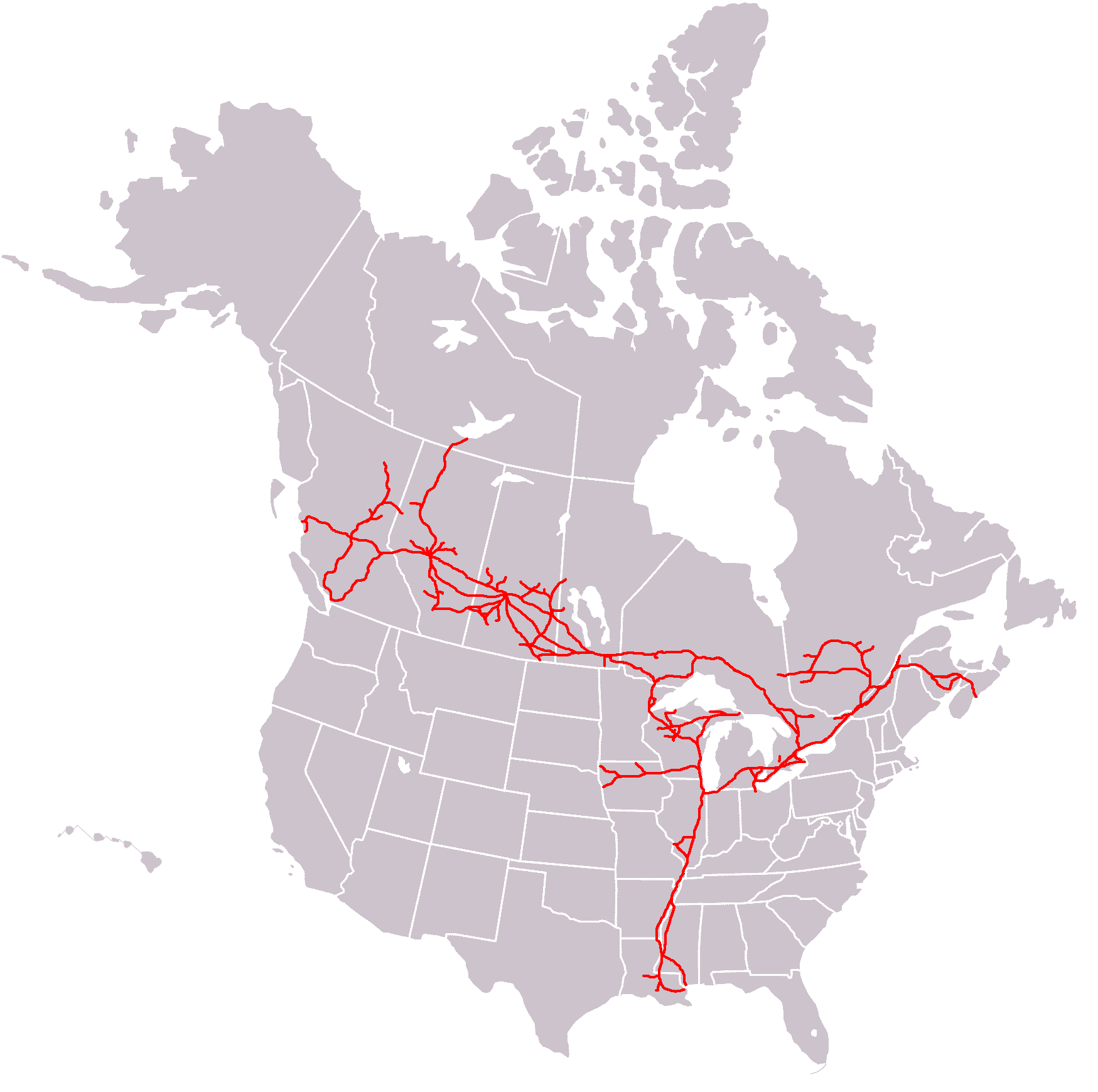
Streckennetz der Canadian National Railway

Die Canadian National Railway/Chemins de Fer Nationaux du Canada (CN), auch als Canadian National Railways (1918–1960) bzw. Canadian National/Canadien National (CN) (seit 1960) bezeichnet, ist eine der zwei kanadischen Class 1-Eisenbahngesellschaften (neben der Canadian Pacific Railway). Das Unternehmen ist im Eigentum der an der Toronto Stock Exchange im Finanzindex S&P/TSX 60 gelisteten, börsennotierten Canadian National Railway Company. Das Unternehmen ist sowohl nach Größe des Streckennetzes (etwa 32.180 km) als auch nach Umsatz die größte kanadische Bahngesellschaft und betreibt als einzige kanadische Gesellschaft ein Netz von Nova Scotia bis nach British Columbia. Durch ihr Tochterunternehmen in den USA, die Grand Trunk Corporation, besitzt sie dort ein Streckennetz, das entlang des Mississippi River von den Großen Seen bis zum Golf von Mexiko reicht. Sitz des Unternehmens ist in Montreal.

## Streckennetz
Das Streckennetz reicht von Halifax (Nova Scotia) an der Atlantikküste über Montreal, Toronto, Winnipeg, Edmonton bis nach Vancouver und Prince Rupert an der Pazifikküste. Südlich erstreckt es sich in den Vereinigten Staaten über Buffalo, Detroit, Chicago und St. Louis bis New Orleans und Mobile am Golf von Mexiko sowie bis Sioux City und Omaha an der Grenze der Bundesstaaten Iowa und Nebraska.

## Geschichte

### Anfänge

Erstes Logo der Canadian National Railways

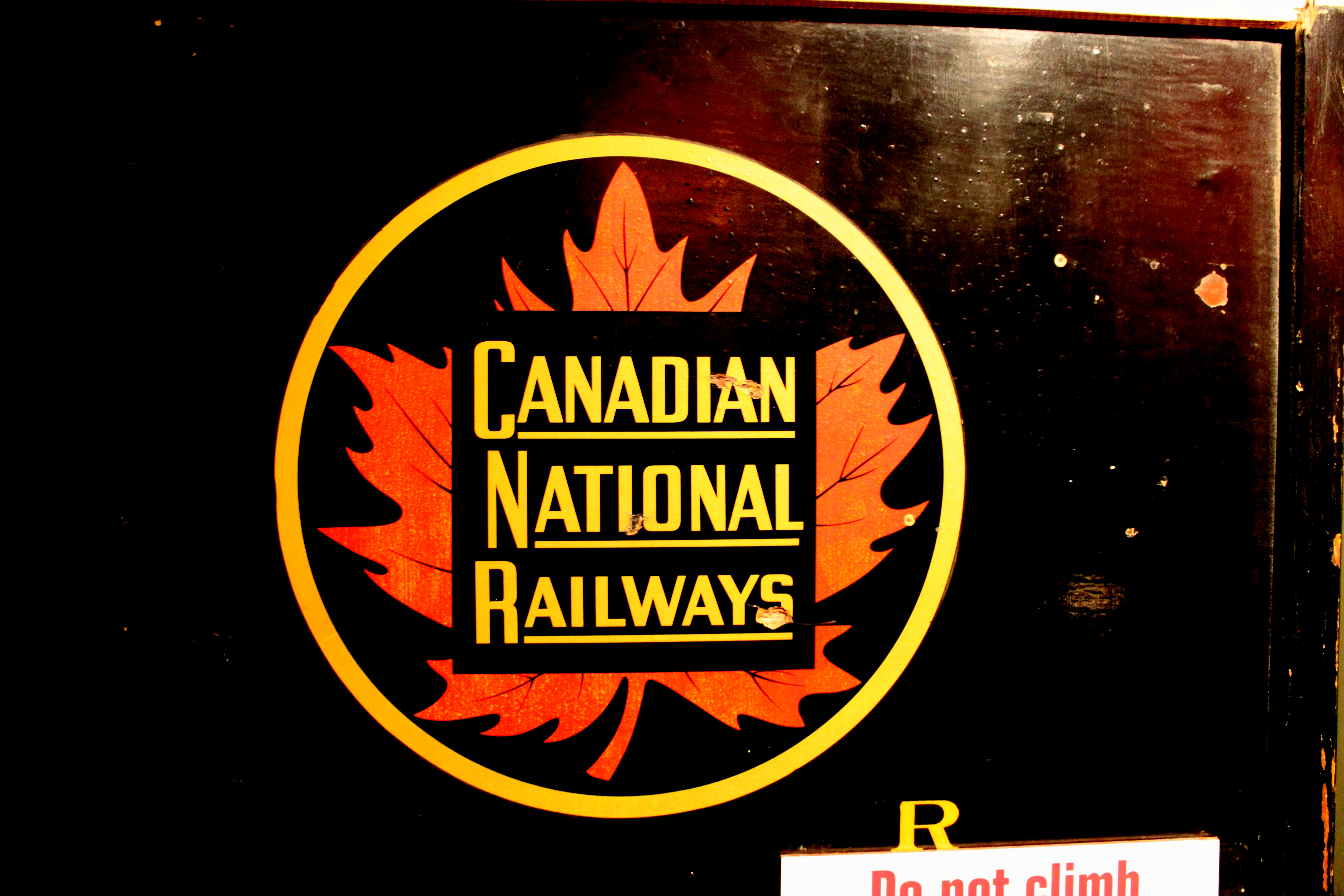
Altes CN-Logo auf einer Dampflokomotive

Die Regierung Kanadas gründete die Canadian National Railways (CNR) am 20. Dezember 1918. Sie wollte damit Befürchtungen zuvorkommen, dass durch den Konkurs mehrerer Eisenbahngesellschaften die Transportverbindungen in Kanada zusammenbrechen würden.
Am 20. September 1918 hatte die Regierung bereits die Mehrheit an der bankrotten Canadian Northern Railway erworben und ein neues Management eingesetzt. Zu diesem Zeitpunkt kontrollierte die Gesellschaft bereits die Canadian Government Railways (CGR), ein System bestehend aus der Intercolonial Railway, der National Transcontinental Railway, der Prince Edward Island Railway sowie weiteren ehemaligen Gesellschaften. Die Regierung hoffte, damit den Betrieb der verschiedenen Bahnen zu vereinfachen.
Am 12. Juli 1920 übernahm sie die Grand Trunk Pacific Railway, da sich deren Muttergesellschaft Grand Trunk Railway nicht in der Lage sah, die Strecke wirtschaftlich zu betreiben. Schließlich wurde die bankrotte Grand Trunk Railroad am 21. Mai 1920 unter staatliche Kontrolle gestellt. Da das Management sowie die Aktienbesitzer sich einer Verstaatlichung verweigerten, konnte die Fusion erst am 30. Januar 1923 vollzogen werden. In den Folgejahren kamen noch einige kleinere Eisenbahnen (wie z. B. 1923 die Montreal and Southern Counties Railway) hinzu, teils aufgrund deren Bankrotts oder wegen politischer Notwendigkeiten. Das grundlegende Netz der Canadian National existierte jedoch zu diesem Zeitpunkt schon.
In der Folgezeit kam es wiederholt zu Kritik an der Unterstützung der CNR als Crown Corporation durch die kanadische Regierung. Insbesondere das Konkurrenzunternehmen Canadian Pacific Railway beklagte, dass sie mit ihren Steuern den Wettbewerber unterstützte. Die CPR erhielt jedoch in Form von Land- und Schürfrechten staatliche Unterstützung. Ebenso besaß sie in den Anfangsjahren eine Monopolstellung in bestimmten Gegenden Kanadas. Im Gegensatz zur Canadian Pacific erschloss die Canadian National die abgelegenen und unentwickelten Regionen von Westkanada, Nordontario und Québec sowie die wirtschaftlich schwachen Maritimes.
Die Regierung von Kanada nutzte die Gesellschaft für ihre weitere Politik. So erhielt die Gesellschaft die Kontrolle über die Fähren im Atlantik und über den Betrieb der schmalspurigen Newfoundland Railway. Ebenso übte sie die Kontrolle über den gemeinsamen Betrieb der Northern Alberta Railway mit der CPR aus. Um den Zugreisenden während der gesamten Fahrt den Radioempfang zu ermöglichen, gründete die Regierung 1932 die Canadian Radio Broadcasting Commission. Diese wandelte sie 1936 als Canadian Broadcasting Corporation in eine eigenständige Crown Corporation um.
1980 erwarb die CNR die Detroit, Toledo and Ironton Railroad (DT&I) und 1981 die Detroit and Toledo Shore Line Railroad, die sie der Grand Trunk Corporation unterstellte. Teile der DT&I verkaufte sie später weiter, sie sind heute Teil der Indiana & Ohio Railway. 1995 kaufte RailAmerica die Central Vermont Railway und betreibt sie heute unter dem Namen New England Central Railroad.

### Staatliche Einflussnahme und Rekapitalisation

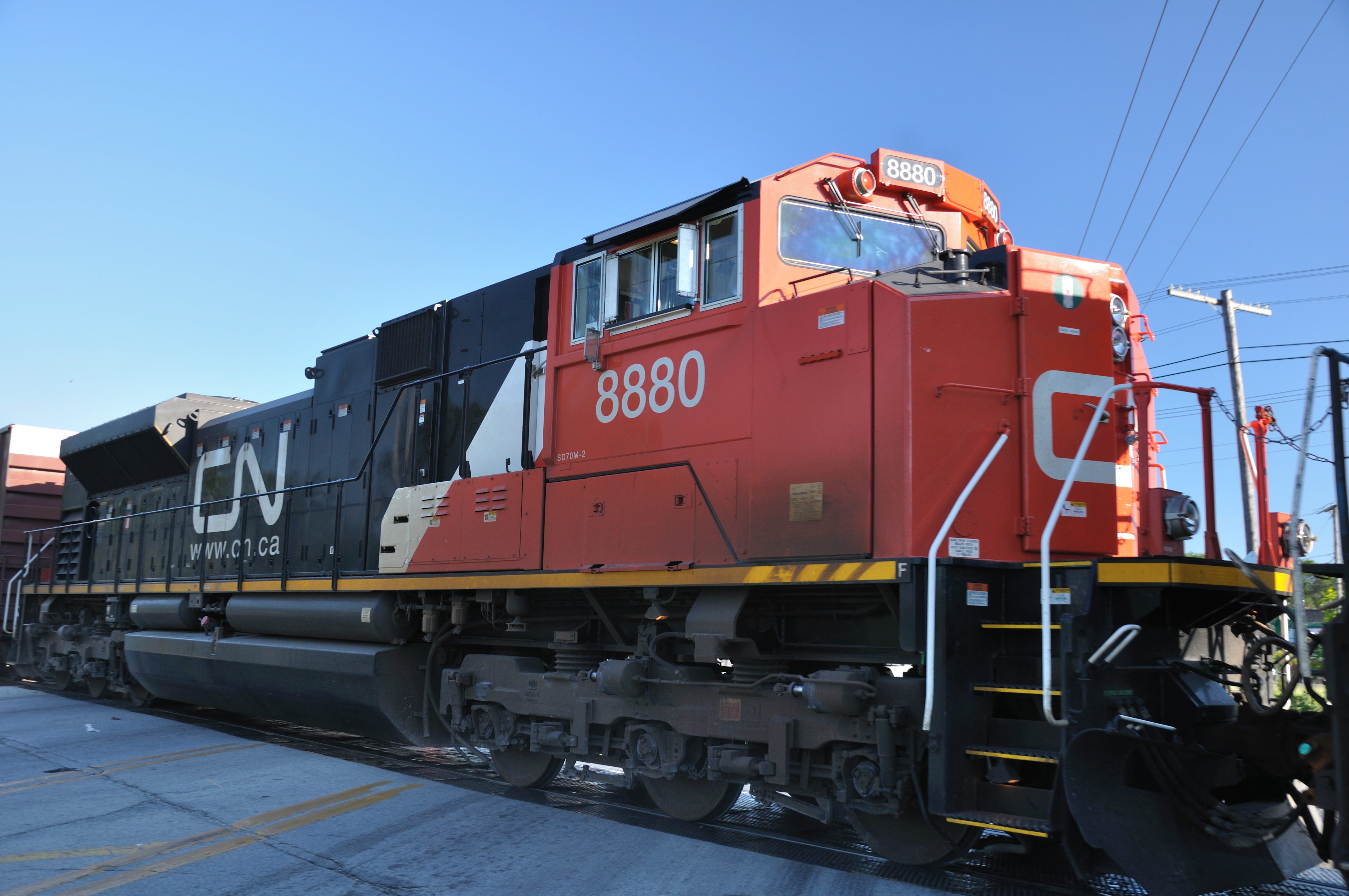
In Harvey Kanada

Bis in die 1980er Jahre schloss die Canadian National Railway die meisten ihrer Geschäftsjahre mit Verlust ab, ausgenommen die Zeit des Zweiten Weltkriegs.
Der größte Teil der Verluste war darin begründet, dass vielfach politische Unternehmensentscheidungen getroffen wurden, die nicht immer einer wirtschaftlichen Betriebsführung entsprachen. So hatte die Gesellschaft unter anderem ihre Lokomotiven bei allen kanadischen Herstellern zu beziehen, was letztendlich zu höheren Unterhaltungskosten und einem ineffizienten Betrieb führte. Hinzu kam, dass die Gesellschaft im Gegensatz zu ihrem Konkurrenten CPR mehr Mittel in die Forschung und Entwicklung neuer Sicherheits- und Logistiksysteme steckte und auch mit den Gewerkschaften besondere Absprachen getroffen wurden.
Die Gesellschaft besaß außerdem eine hohe Anzahl unwirtschaftlicher Nebenstrecken, bei denen die erzielten Einnahmen nicht einmal die Unterhaltungskosten einbrachten. Erst mit der 1978 erfolgten Deregulierung konnte die CN diese Strecken stilllegen, an Dritte verkaufen oder auch nur die Frachtraten selbst festlegen.
Ein wichtiger Schritt zu einer besseren Wirtschaftsführung erfolgte 1978 mit einer Rekapitalisierung und Neuaufstellung des Unternehmens als gewinnerwirtschaftende Crown Corporation. Damit wurde die Canadian National weitgehend unabhängig von der staatlichen Einflussnahme auf unternehmerische Entscheidungen und für die Aufnahme von Schulden selbst zuständig und verantwortlich. In der Folgezeit wurden in den 15 Jahren von 1978 bis 1992 in elf Jahren schwarze Zahlen geschrieben und rund 370 Millionen kanadische Dollar Dividende erwirtschaftet.

### Neuausrichtung und Rationalisierung

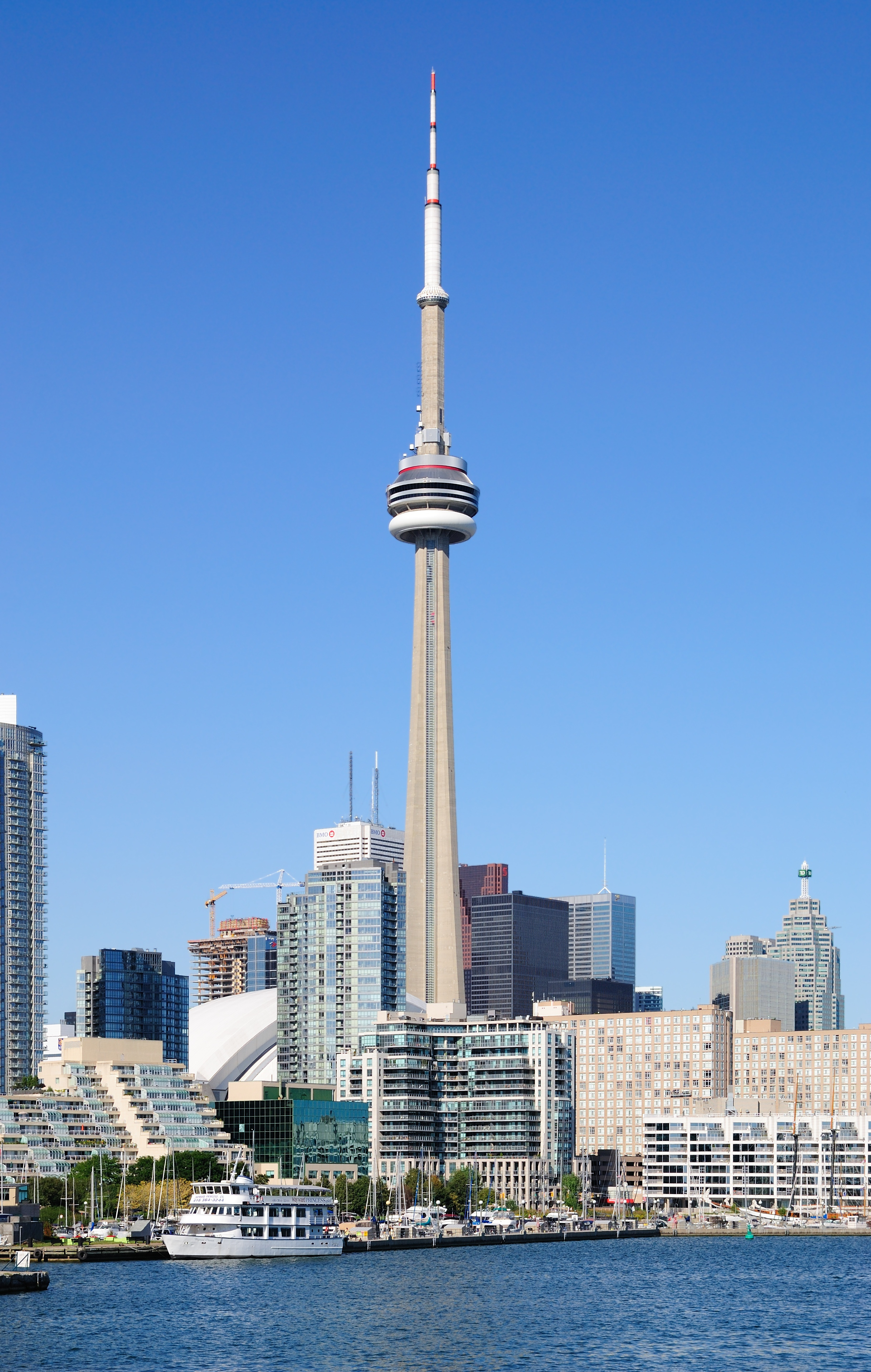
Der von der Bahngesellschaft in Auftrag gegebene in den 1990er Jahren veräußerte CN Tower

Im Rahmen der Rekapitalisierung und Neuaufstellung wurde begonnen die Unternehmensaktivitäten auf den Eisenbahntransport zu spezialisieren und somit die anderen Betriebsbereiche abzustoßen. 1977 wurde die Fluggesellschaft Air Canada als eigenständige Crown Corporation ausgegliedert. Im gleichen Jahr folgten die Fähraktivitäten, die in die Crown Corporation CN Marine ausgelagert wurden. Ein Jahr später wurde der Schienenpersonenverkehr der CN zusammen mit den entsprechenden Leistungen der CPR in eine separate, in Anlehnung an Amtrak eingerichtete Crown Corporation namens VIA Rail überführt. Die Aktivitäten in Neufundland wurden in der Tochtergesellschaft Terra Transport konzentriert, um die hierfür bezogenen Bundeszuschüsse besser darstellen zu können. Weiterhin erfolgte der Verkauf der Lkw-Flotte, einer Hotelkette, von Grundbesitz und der Telekommunikationsunternehmen. Anfang der 1990er Jahre wurde auch der heute noch unter seinem originalen Namen bekannte CN Tower in Toronto verkauft. Mit den Einnahmen aus der Veräußerung der bis zu diesem Zeitpunkt ständig defizitären Sparten konnte der Schuldenstand der CN verringert werden.
Durch den Verkauf oder die Stilllegung vieler Nebenstrecken, die aufgrund staatlicher Forderungen errichtet worden waren oder während des Booms der 1920er und 1930er Jahre für den Getreidetransport entstanden und durch den Bau des Straßennetzes überflüssig geworden waren, konnte die wirtschaftliche Situation ebenfalls verbessert werden. In der Zeit ab Ende der 1970- bis Anfang der 1990er Jahre wurden tausende Streckenkilometer stillgelegt. So erfolgte 1988 auch die Einstellung des Betriebs der Tochter Terra Transport (Streckennetze in Neufundland und auf Prince Edward Island). Von den Stilllegungen waren alle ländlichen Gebiete Kanadas betroffen, wodurch in diesen Gebieten Stimmen gegen die Bahngesellschaft und die Bundesregierung laut wurden. Viele der Strecken wurden durch die Kommunen und Provinzregierungen inzwischen in Erholungswege umgestaltet.

### Privatisierung
Ende der 80er Jahre bestand das Bahnnetz der CN aus dem umfangreichen Stammnetz in Kanada sowie Tochterunternehmen in den Vereinigten Staaten: Grand Trunk Western Railroad (GTW) in Michigan, Indiana und Illinois; Detroit, Toledo and Ironton Railroad (DTI) in Michigan und Ohio; Duluth, Winnipeg and Pacific Railway (DWP) in Minnesota; Central Vermont Railway (CV) entlang des Connecticut River von Québec zum Long Island Sound; und eine frühere Grand-Trunk-Strecke nach Portland (Maine) (auch als Grand Trunk Eastern bezeichnet).
Ab 1992 begann man sich intensiv auf die geplante Privatisierung vorzubereiten, unter anderem mit Produktivitätssteigerungen. Dies erfolgte vor allem durch umfangreiche Einschnitte in die ineffiziente Führungsstruktur, Abbau von Personal und die Stilllegung oder den Verkauf von Nebenstrecken. In den Jahren 1993 und 1994 versuchte man zeitweise die verschiedenen Namen CN, Grand Trunk Western und Duluth, Winnipeg and Pacific unter der gemeinsamen Bezeichnung „CN North America“ zu vermarkten. In dieser Zeit kam es auch zu Fusionsgesprächen mit der Canadian Pacific, die aber seitens der Bundesregierung abgebrochen wurden. Später bot die CPR den Erwerb des östlichen Streckennetzes von Ontario bis Nova Scotia an, da Gerüchte existierten, dass eine Eisenbahngesellschaft der Vereinigten Staaten die Strecken in Westkanada erwerben wollte, aber auch das wurde abgelehnt. Ab 1995 erfolgte die konsequente Vermarktung des gesamten Konzerns unter der einheitlichen Bezeichnung CN.
Mit dem CN Commercialization Act vom 13. Juli 1995 und 28. November 1995 wurde das gesamte Unternehmen an die Börse gebracht (Initial Public Offering) und alle Aktien an private Investoren veräußert. Das Gesetz enthält zwei wichtige Punkte: Zum einen darf keine Person oder Unternehmen mehr als 15 % des Unternehmens besitzen. Zudem muss das Hauptquartier in Montreal verbleiben, wodurch CN ein kanadisches Unternehmen bleibt.

### Erwerb der Illinois Central
Nach dem Börsengang folgte ein beeindruckender Kursgewinn der Aktien. Am 11. Februar 1998, während der Hochzeit der Fusionswelle der US-Eisenbahnindustrie, erwarb die CN die Illinois Central Railroad (IC) für 2,4 Milliarden Dollar und erweiterte ihr Streckennetz damit um 4250 km. Seither besitzt die Gesellschaft auch eine Verbindung von Chicago nach New Orleans. Gleichzeitig entstand damit aus der ehemaligen vollständig in Kanada gelegenen Ost-West-Bahn eine Nord-Süd-Bahn. Die CN wurde damit zu einem der wichtigsten Transporteure von kanadischen Rohstoffen in die Vereinigten Staaten und, durch eine strategische Allianz mit der Kansas City Southern, auch nach Mexiko.

### Gescheiterte Fusion mit der BNSF
1999 gaben die CN und die Burlington Northern and Santa Fe Railway die geplante Fusion ihrer Unternehmen zu „North American Railways“ mit dem Sitz in Montreal bekannt. Die Ankündigung wurde von der US-amerikanischen Regulierungsbehörde Surface Transportation Board sowie den konkurrierenden Unternehmen Union Pacific und Canadian Pacific mit großem Argwohn aufgenommen.
Auch die Kunden der zukünftigen Gesellschaft befürchteten eine Verschlechterung des Services. Dies vor allem aufgrund der negativen Erfahrungen infolge der Fusion der Southern Pacific und der Union Pacific. Auf Druck der Eisenbahnindustrie, Kunden sowie der Politik erließ die STB ein 15-monatiges Moratorium über die Genehmigung von Fusionen. Die beiden Bahngesellschaften beendeten daraufhin ihre Fusionsgespräche und nahmen sie bisher nicht wieder auf.

### Erwerb der Wisconsin Central
Nach dem Auslaufen des Moratoriums erwarb am 9. Oktober 2001 die CN die Wisconsin Central (WC) inklusive deren Mehrheitsbeteiligung an der größten britischen Güterbahngesellschaft English, Welsh & Scottish Railway (EWS) für 1,2 Milliarden Dollar. Damit konnte eine wichtige Lücke im CN-Schienennetz südlich des Michigansees und des Oberen Sees geschlossen und die Verbindung zwischen Chicago und Westkanada günstiger gestaltet werden. Der Kauf umfasste auch die WC-Tochtergesellschaft Algoma Central Railway. Damit bestand nunmehr auch Zugang nach Sault Ste. Marie und auf die Obere Halbinsel Michigans.

### Erwerb der BC Rail
Am 13. Mai 2003 kündigte die Provinzregierung von British Columbia den Verkauf ihrer Crown Corporation BC Rail (BCR) an. Der Sieger im Angebotsverfahren sollte die Lokomotiven, Güterwagen und die notwendigen Serviceeinrichtungen erhalten. Die Gleisanlagen und Wegerechte bleiben in Staatsbesitz und werden an den Betreiber verleast. Am 25. November 2003 wurde bekanntgeben, dass Canadian National für 1 Milliarde Kanadische Dollar den Zuschlag vor der Canadian Pacific und einigen US-Gesellschaften erhalten hatte. Am 15. Juli 2004 wurde das Geschäft vollendet.
Im Nachgang dazu wurde seitens CP Rail und anderen unterlegenen Bietern vermutet, dass das Angebotsverfahren manipuliert gewesen sei, was aber durch die Regierung zurückgewiesen wurde. Auch wurde vermutet, dass das Programm zur Ankurbelung der Wirtschaft entlang der Bahnstrecke dazu dienen sollte, die Kommunen entlang der BCR-Strecken zur Kooperation mit dem neuen Betreiber CN zu bewegen.

### Erwerb der Great Lakes Transportation
Im Oktober 2003 wurde durch CN der Erwerb der Great Lakes Transportation (GLT), einer Transportholding der Blackstone Group, für 380 Millionen Dollar angekündigt. GLT ist der Eigentümer der Bessemer and Lake Erie Railroad, der Duluth, Missabe and Iron Range Railway und der Pittsburg and Conneaut Dock Company. Auslöser dieses Kaufes war ein 17 km langes Streckenstück der DMIR in der Nähe von Duluth. Seit der Übernahme der Wisconsin Central durch die CN war dies der einzige Abschnitt der Verbindung Chicago – Winnipeg, den die CN nicht selbst besaß, sondern nur über Trackage Rights nutzen konnte. Während die CN zunächst nur dieses Streckenstück erwerben wollte, bot Blackstone die GLT ausschließlich komplett zum Kauf an. Zum Eigentum der GLT gehören auch acht Frachtschiffe zum Transport von Kohle und Eisen. Nach der erfolgten Genehmigung durch das Surface Transportation Board erfolgte am 10. Mai 2004 die vollständige Übernahme der GTL durch die CN.

### CN heute

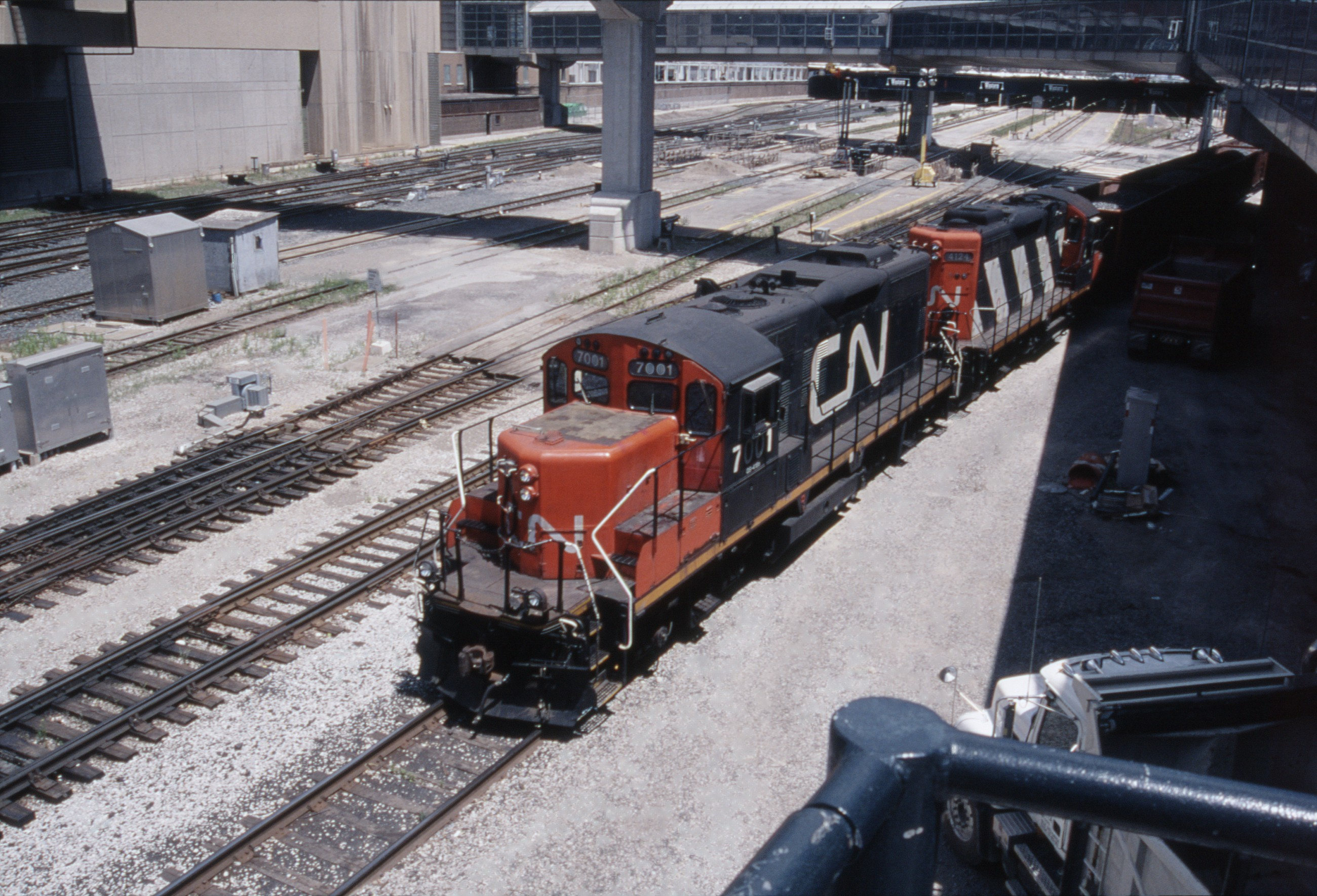
EMD GP9U im Bahnhof Toronto

Aufgrund rechtlicher Aspekte firmiert die CN in den USA als Grand Trunk Corporation. Nach außen tritt das Gesamtunternehmen jedoch sowohl in Kanada als auch in den USA als CN auf, was auch an den Beschriftungen des Fahrzeug- und Wagenparkes deutlich wird.
Seit dem Erwerb der Illinois Central ist die CN dazu übergegangen, einen nach Fahrplan verkehrenden Güterverkehr in den Mittelpunkt der Betriebsabwicklung zu rücken. Das Ergebnis sind bessere Beziehungen zu den Kunden sowie ein kleinerer Bestand an notwendigen Lokomotiven und Güterwagen. Außerdem wurde das Streckennetz weiter optimiert, indem auf schwach genutzten Abschnitten Doppelgleise entfielen, während auf stärker genutzten Verbindungen Kreuzungsgleise verlängert wurden.
Die Canadian National war außerdem führend in der Einführung von funkferngesteuerten Rangierlokomotiven in Nordamerika, was zur Reduzierung von Arbeitsplätzen in den Rangierbahnhöfen führte. Durch verschiedene weitere Maßnahmen hat die Gesellschaft heute den Ruf, die most-improved railroad (etwa: die am besten sanierte Eisenbahngesellschaft) in Nordamerika zu sein, mit einer hohen Produktivität, einem guten Ertragsverhältnis und einer immer weiter steigenden Profitabilität.
Im September 2007 kündigte die Canadian National den Kauf der Elgin, Joliet and Eastern Railway, einer Rangier- und Gütertransportgesellschaft im Großraum Chicago, von US Steel an. Im Januar 2009 wurde die erfolgreiche Übernahme von Elgin, Joliet and Eastern Railway bekanntgegeben.
Die Strecke der Canadian National vom Prince Rupert Port nach Chicago ist die Verbindung vom Pazifik in den Westen der USA mit den geringsten Steigungen (max. 10 ‰). Die Frachtrate pro Container liegt etwa 300 $ niedriger als bei den Strecken der BNSF oder der Union Pacific vom Hafen Los Angeles aus.
Am 21. März 2021 wurde ein Angebot zur Übernahme der Kansas City Southern durch die Canadian Pacific Railway (CP) bekanntgegeben, dem folgte am 20. April 2021 ein höheres Angebot durch den Rivalen Canadian National Railway (CN). Am 31. August 2021 lehnte die Kartellbehörde Surface Transportation Board die Vereinbarung zwischen der KCS und der CN zur treuhänderischen Übernahme der KCS ab. Damit ist die Fusion zwischen CN und KCS vorerst gescheitert.

## Personenverkehr
Mit der Gründung der CNR wurde eine große Anzahl bestehender Personenzugverbindungen der Vorgängerbahnen übernommen. Diese wurden dann nach und nach zu einem Gesamtsystem verbunden. So wurde unter anderem der „Continental Limited“ zwischen Montreal und Vancouver geschaffen, der über Strecken von vier Vorgängerunternehmen verkehrte. In den 1920er Jahren stieg das Passagieraufkommen stark an. Die CNR reagierte mit neuen Zugverbindungen und Serviceleistungen, wie etwa Radio in den Zügen. Diese Jahre des Aufschwungs endeten mit der Großen Depression (1929–1939), und der einsetzende Niedergang des Personenverkehrs wurde nur kurz durch den Anstieg der Passagierzahlen während des Zweiten Weltkrieges unterbrochen. Am Ende des Krieges waren viele Personenzugwagen verschlissen; einige Unfälle in den Jahren 1947 bis 1950 zeigten die Gefahren bei Kollisionen mit aus älteren Wagen bestehenden Personenzügen. Die CNR erwarb deshalb 1953 359 Leichtgewichtspersonenzugwagen, um alle wichtigen Verbindungen mit neuem Rollmaterial auszustatten.
Am 24. April 1955 fuhr erstmals der neue transkontinentale Zug The Canadian der Canadian Pacific. In Konkurrenz dazu wurde von der Canadian National der Super Continental mit neuem stromlinienförmigen Wagen auf die Schienen gestellt. Der Zug der CN erreichte jedoch nie das Renommee des CP-Zuges, unter anderem besaß er auch keine Aussichtswagen.
Zu dieser Zeit war der Rückgang des Schienenpersonenverkehrs infolge der Konkurrenz von Auto und Flugzeug bereits in vollem Gange. In den 1960er Jahren reduzierte deshalb die CP die Anzahl ihrer Zugverbindungen, während die CN versuchte, den größten Teil ihres Angebotes aufrechtzuerhalten und die Passagiere wieder auf die Bahn zurückzubringen.
1968 führte die CN einen Schnellverkehr zwischen Toronto, Montreal und Québec ein. Neue, von der United Aircraft Corporation gebaute Triebwagen mit Gasturbinen (UAC TurboTrains) befuhren die Strecke deutlich schneller als die bisherigen Züge, waren jedoch im Vergleich dazu unwirtschaftlich und in den ersten Jahren auch unzuverlässig. 1982 wurden sie stillgelegt und verschrottet.
1976 gründete CN ein Tochterunternehmen namens VIA, das ausschließlich für den Passagierverkehr zuständig war. Die Gesellschaft begann in der Folgezeit ihr Marketing für den Schienenpersonenverkehr mit der CP Rail abzustimmen und wurde schon bald in eine eigenständige Crown Corporation speziell für den Personenfernverkehr umgewandelt. Am 1. April 1978 übernahm die VIA Rail den Personenverkehr von der Canadian National, im Oktober 1978 auch den der CP Rail. Der Nahverkehr in Montreal wurde jedoch noch bis 1982 von der CN abgewickelt und anschließend durch die Montreal Urban Community Transit Commission übernommen.
Seit der Übernahme der Algoma Central Railway (ACR) 2001 betreibt die CN wieder Personenverkehr in Form der früheren ACR-Leistungen in Ontario auf der Strecke zwischen Sault Ste. Marie und Hearst sowie einiger weiterer Touristenzüge auf dem Streckennetz der ACR. Mit dem Erwerb der British Columbia Railway im Jahr 2004 übernahm die CN deren regionalen Personenverkehr, der in British Columbia den nicht über Straßen erreichbaren Ort Seton Portage mit der nächstgelegenen Stadt Lillooet verbindet.

## Lokomotiven
Die ersten Dampflokomotiven mit der Achsfolge 2'D2' orderte die CNR 1927. In den nächsten 20 Jahren wurden über 200 solche Fahrzeuge für den Güter- und den Personenverkehr beschafft. Im Personenverkehr wurden auch Lokomotiven der Achsfolge 2'D1' eingesetzt.
Bereits 1929 begann man die ersten Experimente mit dieselelektrischen Lokomotiven von Westinghouse. Die Lokomotiven mit den Nummern 9000 und 9001 waren die ersten derartigen Fahrzeuge, die in Nordamerika auf einer Hauptstrecke eingesetzt wurden. Sie zeigten die Vorteile der Dieseltraktion, die Fahrzeuge selbst waren jedoch sehr unzuverlässig. Die Umstellung auf den Dieselbetrieb begann nach dem Zweiten Weltkrieg und wurde 1960 abgeschlossen. Die Lokomotiven kamen von General Motors und den Montreal Locomotive Works.
Für den Personenverkehr wurden EMD FP9 sowie CLC CPA16-5, ALCO FPA-2 und ALCO FPA-4 beschafft. Dazu kamen noch 60 Triebwagen von Budd sowie einige mit Heizgeneratoren ausgestattete Güterzuglokomotiven. VIA übernahm 1978 den größten Teil der Personenzuglokomotiven.

## Unternehmensleitung
Die Leitung des Unternehmens führten folgende Männer:

### Präsidenten und Chief Executive Officers
- 1919–1922: David B. Hanna
- 1922–1932: Henry W. Thornton
- 1932–1941: Samuel J. Hungerford
- 1941–1949: Robert C. Vaughan
- 1950–1966: Donald Gordon
- 1967–1974: Norman J. MacMillan
- 1974–1982: Robert A. Bandeen
- 1982–1985: J. Maurice LeClair (1982–1986 Chief Executive Officer)
- 1985–1992: Ronald E. Lawless (1987–1992 Chief Executive Officer)
- 1992–2002: Paul M. Tellier (gleichzeitig Chief Executive Officer)
- 2003–2009: E. Hunter Harrison (gleichzeitig Chief Executive Officer)
- 2010–2016: Claude Mongeau (gleichzeitig Chief Executive Officer)
- 2016–2018: Luc Jobin (gleichzeitig Chief Executive Officer)
- 2018–2022: Jean-Jacques Ruest
- ab 2022: Tracy Robinson

### Chairmen of the Board
- 1922–1932: Henry W. Thornton
- 1936–1942: Samuel J. Hungerford
- 1942–1949: Robert C. Vaughan
- 1950–1966: Donald Gordon
- 1967–1974: Norman J. MacMillan
- 1974–1977: Pierre Taschereau
- 1977–1982: Jacques A. Dextrase
- 1982–1984: Jack H. Horner
- 1984–1985: Elizabeth J. Hewes
- 1985–1986: J. Maurice LeClair (gleichzeitig Chief Executive Officer)
- 1987–1989: Brian O’Neill Gallery
- 1989–1994: Brian R. D. Smith
- 1994–2014: David G. A. McLean
- 2014–2017: Robert Pace
- seit 2017: Shauneen Bruder

## Notizen
1. 1 2  Candadian National Railway Annual Report 2014. (PDF) Canadian National Railway Company, Juni 2016, abgerufen am 9. April 2016 (englisch).
2. ↑  Umgerechnet zum Kurs am Bilanzstichtag, den 31. Dezember 2015
3. ↑  U.S. Port and Inland Waterways Modernization: Preparing for Post-Panamax Vessels, S. 29, 20. Juni 2012
4. ↑  Canadian Pacific and Kansas City Southern agree to combine to create the first U.S.-Mexico-Canada rail network (press release). Canadian Pacific, Kansas City Southern, 21. März 2021, archiviert vom Original (nicht mehr online verfügbar) am 22. März 2021; abgerufen am 23. März 2021 (amerikanisches Englisch).
5. ↑  Home | Connected Continent. Abgerufen am 1. Mai 2021 (amerikanisches Englisch).
6. ↑  STB UNANIMOUSLY REJECTS CN-KCS VOTING TRUST (Updated With CP and CN Statements). 31. August 2021, abgerufen am 1. September 2021 (amerikanisches Englisch).
7. ↑  Historical Heads of CN | cn.ca. Abgerufen am 12. Oktober 2017 (englisch).